# Polypurintrakt
Der Polypurintrakt (engl. polypurine tract, PP oder PPT) ist ein Bereich in der Erbinformation (Genom), der allen Retroviren gemeinsam ist. Der PPT ist eine RNA-Sequenz, die aus mindestens neun Adenosin- und Guanosinresten (beides Purinbasen) besteht und in Ableserichtung nach (downstream) den codierenden Genen und vor dem 3' LTR liegt. Lentiviren können daneben einen zweiten PPT in der Mitte des Genoms aufweisen (zentraler PPT, cPPT). Der PPT wird bei der Reversen Transkription für die Initiation der DNA-Synthese benötigt.
Lage des PPT im Genom:
```
5'-|LTR|--|Gen1|----|Gen2|--........--
AAAAGAAAAGGGGGG
--|LTR|-3'
Ableserichtung---
>
                           PPT
```

Die korrekte Sequenz des PPT ist für die Bildung und das Entfernen des PPT-Primers durch RNase H wichtig. Die RNase H baut nach der Synthese des ersten DNA-Stranges den RNA-Teil des Hybridstranges ab, bis auf die Basen des PPT, die für die RNase resistent sind. Dadurch entsteht der PPT-Primer, an dem die Synthese des Zweitstrangs beginnt.